# هاروتیون اوکیوزیان
هاروتیون گئورگی اوکیوزیان (ارمنی: Հարություն Գևորգի Օքսուզյան) یک سیاستمدار اهل ارمنستان بود که از تاریخ ۱۹۴۴ تا تاریخ ۱۹۴۷ سمت وزیر ارتباطات ارمنستان شوروی را برعهده داشت.

## یادداشت
1. ↑  ՀԽՍՀ ավտոմոբիլային տրանսպորտի ժողկոմի նախագահ